# Matteo Sobrero
Matteo Sobrero   (Alba, 14 de maig de 1997) és un ciclista italià, professional des del 2018, quan fitxà pel Dimension Data-Qhubeka. Actualment corre a l'equip Team Jayco AlUla.
En el seu palmarès destaca una victòria d'etapa al Giro d'Itàlia de 2022.

## Palmarès
- 2015
  - Vencedor d'una etapa als Tre Giorni Orobica
- 2017
  - Vencedor d'una etapa a la Volta al Bidasoa
- 2018
  - 1r a la Copa de la Pau
- 2019
  -  Campió d'Itàlia en contrarellotge sub-23
  - 1r a la Strade Bianche di Romagna
  - 1r a la Copa Fiera di Mercatale
  - 1r al Gran Premi Palio del Recioto
- 2021
  -  Campió d'Europa de relleus mixtos en contrarellotge
  -  Campió d'Itàlia en contrarellotge
- 2022
  - Vencedor d'una etapa al Giro d'Itàlia
- 2023
  - Vencedor d'una etapa a la Volta a Àustria

### Resultats al Giro d'Itàlia
- 2020. 76è de la classificació general
- 2021. 61è de la classificació general
- 2022. 70è de la classificació general. Vencedor d'una etapa

### Resultats a la Volta a Espanya
- 2023. 86è de la classificació general